# Mirosław Popławski
Mirosław Popławski (ur. 26 lipca 1931) – polski koszykarz, reprezentant Polski, multimedalista mistrzostw Polski.
Przez prawie całą swoją karierę występował w drużynie (AZS, Legia) ze swoim bratem Zdzisławem.

## Osiągnięcia

### Klubowe
- Mistrz Polski (1956, 1957, 1960[2])
- Wicemistrz Polski (1953, 1955, 1958)
- Brązowy medalista mistrzostw Polski (1952)
- Finalista pucharu Polski (1952, 1957, 1959)
- Uczestnik rozgrywek Pucharu Europy Mistrzów Krajowych (1957/1958 – TOP 8)[3]